# Кортланд (Минесота)
Кортланд (енгл. Courtland) град је у америчкој савезној држави Минесота.

## Демографија
По попису из 2010. године број становника је 611, што је 73 (13,6%) становника више него 2000. године.
| Група             | 2000.       | 2010.       |
| Белци             | 529 (98,3%) | 601 (98,4%) |
| Афроамериканци    | 0 (0,0%)    | 1 (0,2%)    |
| Азијати           | 6 (1,1%)    | 4 (0,7%)    |
| Хиспаноамериканци | 3 (0,6%)    | 4 (0,7%)    |
| Укупно            | 538         | 611         |